# سنگگه‌کانباب
سنگگه‌کانباب (به تبتی: སེང་གེ་ཁ་འབབ་གྲོང་རྡལ།، نویسه‌گردانی «ویلی»: 	seng ge kha 'bab drong del، پین‌یین تبتی: Sênggêkanbab Chongdai) و یا شیچوانهه (به چینی: 狮泉河镇، به پین‌یین: Shīquánhé zhèn) یک شهرک در جمهوری خلق چین است که در شهرستان گار واقع شده‌است. شیکوانه ۴٬۲۵۵ متر بالاتر از سطح دریا واقع شده‌است.